# Овац Феодосія Семенівна
Феодосія Семенівна Овац (? — ?) — українська радянська діячка, ланкова колгоспу імені Фрунзе Новопразького району Кіровоградської області. Депутат Верховної Ради СРСР 2-го скликання.

## Життєпис
Народилася в селянській родині.
З 1944 року — ланкова колгоспу імені Фрунзе Новопразького району Кіровоградської області. У 1946 році ланка Феодосії Овац виростила цукрових буряків по 350 центнерів з гектара на площі 4,5 га.